# Tour de Flandes 1981
El Tour de Flandes 1981, la 65.ª edición de esta clásica ciclista belga. Se disputó el 5 de abril de 1981. El vencedor final fue el holandés Hennie Kuiper, que se impuso por delante de sus compatriotas Frits Pirard y Jan Raas.

## Clasificación General
| Posición | Ciclista               | Equipo                         | Tiempo     |
| -------- | ---------------------- | ------------------------------ | ---------- |
| 1        | Hennie Kuiper          | Daf Trucks-Cote d'Or-Gazelle   | 6h 32' 37" |
| 2        | Frits Pirard           | Boule d'Or-Sunair-Colnago      | +1' 03"    |
| 3        | Jan Raas               | TI-Raleigh-Creda               | +1' 06"    |
| 4        | Jacques Bossis         | Peugeot-Esso-Michelin          | m. t.      |
| 5        | Jean-Luc Vandenbroucke | La Redoute-Motobecane          | m. t.      |
| 6        | Roger De Vlaeminck     | Daf Trucks-Cote d'Or-Gazelle   | +1' 13"    |
| 7        | Fons De Wolf           | Vermeer Thijs-Mimo Salons-Gios | m. t.      |
| 8        | Sean Kelly             | Splendor-Wickes                | m. t.      |
| 9        | Stefan Mutter          | Cilo-Aufina                    | m. t.      |
| 10       | Daniel Willems         | Capri Sonne-Koga Miyata        | m. t.      |